# Ramonete
Ramonete es una de las dos pedanías costeras del municipio de Lorca en la Región de Murcia, España. Se caracteriza por un poblamiento disperso a lo largo de la carretera nacional y la carretera que lleva a Puntas de Calnegre. Su economía de basa en la producción de cultivos de invernadero, sobre todo tomate. Dispone de extraordinarias playas como Puntas de Calnegre y calas de gran belleza enmarcadas dentro del espacio que estaba protegido de Cabo Cope y Puntas de Calnegre. Cercana a esta se encuentra la otra pedanía costera de Lorca, El Garrobillo.

## Descripción
Esta pedanía está formada por la unión de 8 principales caseríos. De costa a interior cabe destacar Puntas de Calnegre, lugar de peregrinación en verano, Los Luises, Los Curas, El Estanco Viejo, Las Librilleras, Los Jaramas y por último el Carril. La rambla de Ramonete es un nexo de unión natural entre uno de los conjuntos naturales más importantes de la Región de Murcia y que engloba buena parte del golfo de Mazarrón a lo largo de unos 30 kilómetros de litoral. Al norte de la rambla de Ramonete se encuentran la playa de Parazuelos, las playas de Cabezo de la Pelea y la rambla de Pastrana, así como las lomas litorales de Percheles, ya en Mazarrón. Al sur de la rambla de Ramonete aparece la cadena montañosa del Lomo de Bas y el litoral de Calnegre, así como la Marina de Cope y el cabo Cope, pertenecientes a Águilas. De Ramonete, además de sus calas, cabe destacar el gran evento deportivo denominado RamoneteTrail, el cual reúne cada año a más de 400 corredores de la Región y alrededores.

## Rambla de Ramonete
La rambla de Ramonete tiene una desembocadura a lo largo de dos kilómetros formando las playas de Puntas de Calnegre y Parazuelos, en época de lluvias esta rambla adquiere su naturaleza torrencial provocando daños materiales en las construcciones presentes en su desembocadura, y que dificultan la evacuación natural del agua. Actualmente se espera que una buena parte de estas construcciones sean derribadas según la Ley de Costas.
Debido a la agricultura latifundista de su rambla, el uso excesivo de invernaderos de plástico, la construcción de edificaciones en zonas inundables y su correspondiente daño paisajístico, así como un desmejoramiento general de las aguas de baño, tanto de la playa de Puntas de Calnegre como de Parazuelos, el litoral de la rambla de Ramonete ha perdido buena parte de su atractivo natural y turístico.

## Campo de Pastraña-Ramonete
El Campo o Cuenca de Pastrana-Ramonete se encuentra entre la Cuenca de Mazarrón y la Marina de Cope.  Por el mismo discurren las ramblas Pastrana y la de Ramonete.

## Transportes

### Autopistas
- AP-7 E-15 (Autopista de peaje del Mediterráneo) en un sentido hacia la pedanía aguileña de Calabardina y Águilas en la Región de Murcia y Andalucía: Pulpí, Cuevas del Almanzora y Vera. Todas estas últimas localidades están en la provincia de Almería, Andalucía. En Vera conecta con la   A-7 E-15 (Autovía del Mediterráneo) hasta Almería y resto de Andalucía por la costa .
- En el otro sentido hacia Mazarrón, Fuente Álamo de Murcia y Cartagena, pasando después por el aeropuerto de San Javier en la Región de Murcia y Comunidad Valenciana:Torrevieja y Crevillente en la provincia de Alicante. Conecta también con la   A-7 E-15 (Autovía del Mediterráneo) hacia Elche en la provincia de Alicante y Alicante además de toda la costa mediterránea española hacia el norte hasta la frontera francesa.